# قصر الأسقف (غالفستون)

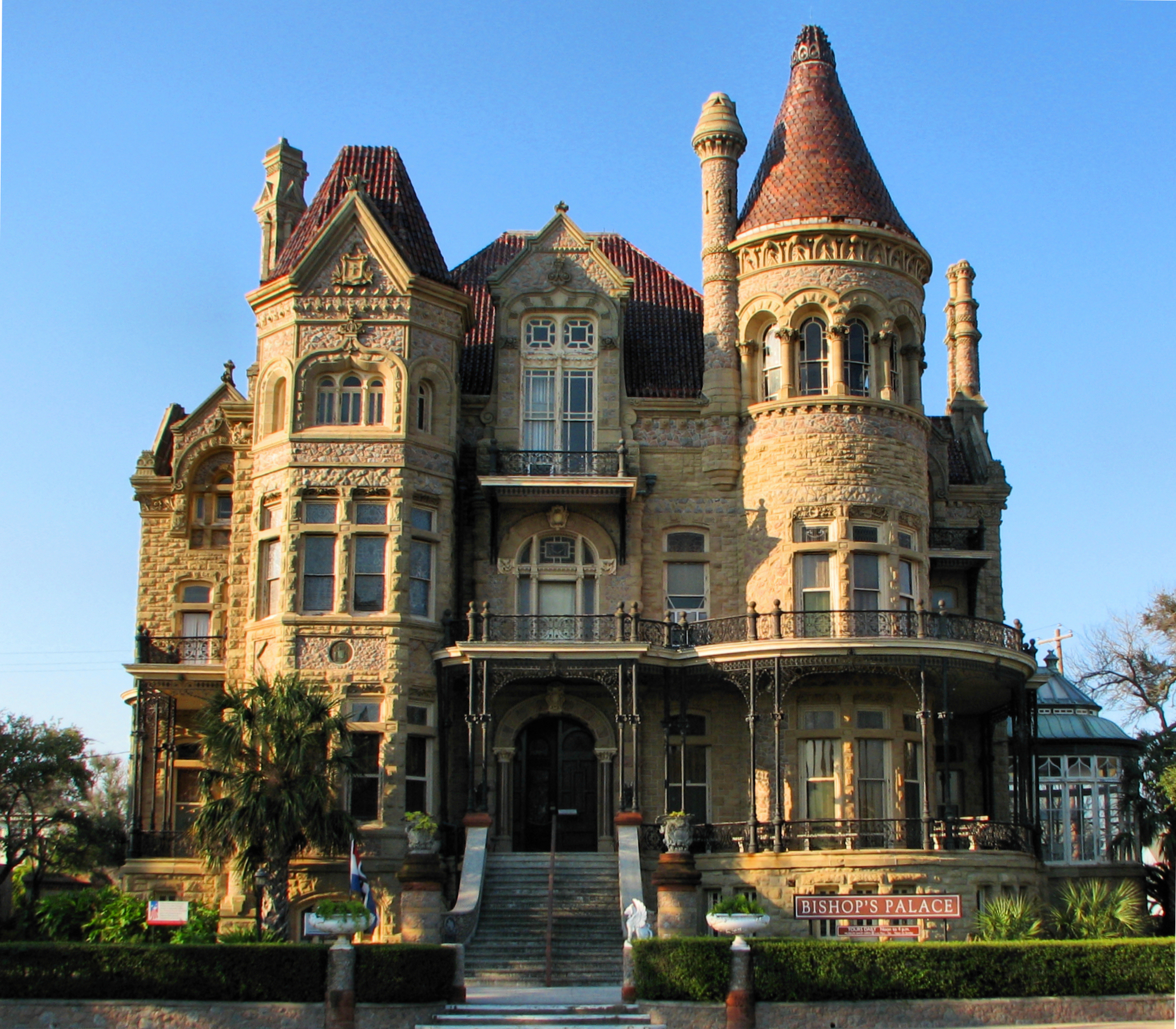
قصر أسقف في غالفستون.

قصر الأسقف في غالفستون أو كما معروف أيضًا باسم قلعة جريشام، هو قصر مبني على الطراز الفيكتوري، ويقع في شارع برودواي و14 في المنطقة التاريخية في مدينة غالفستون في تكساس. في عام 1923 أشترت الأبرشية الرومانية الكاثوليكية في جالفستون المنزل، والذي يقع في شارع قريب من كنيسة القلب المقدس، وتحول إلى مسكن الأسقف كريستوفر بيرن.